# Удянський Микола Олександрович
Микола Олександрович Удянський (н. 22 травня 1983, Харків) — почесний консул Румунії в Харкові, український підприємець, доктор філософії з права, співвласник Parlament Media Group, співзасновник і колишній співвласник криптобіржі Coinsbit, колишній власник LocalTrade. 2021 року за версією українського Forbes посідав № 59 серед найбагатших українців зі статком $180 млн. Криптопроєкти Удянського звинувачувалися у шахрайських діях, зокрема в обході обмежень НБУ за допомогою переказів між фізособами. Фігурант бази «Миротворець».

## Життєпис
Народився в родині інженера-випробувача і працівниці торгівлі. Закінчив харківську школу № 53, в 2001—2003 служив у ЗСУ у спеціальних військах радіаційної, хімічної і біологічної розвідки (РХБ).
2009 закінчив Харківський автомобільно-дорожній університет (ХНАДУ) за фахом «Автомобільні дороги та аеродроми», 2019 закінчив Харківський університет МВС за спеціальностями право і кібербезпека.
2003—2006 — комерційний директор ТД «Олівін» (Харків), з 2006 по 2014 займався виробництвом і дистрибуцією торгових терміналів.
2013 — разом із Богданом Прилепою заснував ІТ-компанію Prof-it, що розробляє криптовалютні біржі та інші продукти на блокчейні. 2021 видання РБК-Україна включило компанію на третю позицію в рейтингу українських IT-компаній, складений на основі асоціації IT Ukraine і сайту Dou.ua.
2014 заснував страхову компанію Ассур.
У червні 2019 захистив кандидатську дисертацію з права на тему «Адміністративно-правові засади взаємодії правоохоронних органів у сфері протидії корупції».
У грудні 2019 Удянський продав свою частку в бізнесі. Тоді ж він створює маркетингову і PR-компанію PRMR.
У січні 2020 Удянський і Coinsbit провели у Гонконзі освітню блокчейн-конференцію CHAIN 2020. Відвідувачами конференції стали майже 14 000 осіб.
В лютому 2020 компанія Prof-It створила форк Біткойну Bitcoin Ultimatum. В липні 2020 він представив його на 11-му Всесвітньому саміті сімейних інвестицій у Монако.
У вересні 2020 Удянський придбав торговельну платформу LocalTrade, яка належала localtrade.pro LLP, і продав її влітку 2021.
2020 року спільно з медіаменеджером Дмитром Колотом і ІТ-підприємцем Богданом Прилепою купили доменне ім'я parlament.ua, заснувавши медіахолдинг Parlament Media Group.
У листопаді 2021 року було представлено українську криптовалютну біржу Qmall.
У березні 2023 року призначений почесним консулом Румунії в Харкові.
2023 — надав 20 млн грн ТОВ «ІНГУАР» на розробку бронеавтомобіля INGUAR.

## Сім'я
Одружений, має дві доньки і сина.

## Соціальна діяльність
Автор ідеї, засновник частини житлового комплексу EVO country club — селища в передмісті Харкова для життя й роботи ІТ-фахівців.

## Статки
Частину грошей від продажу 50 % Coinsbit Удянський вклав у ринок нерухомості. Володіє кількома десятками об'єктів у Таїланді, ОАЕ, Україні. Серед українських — тенісний клуб у харківському Парку Горького і частина котеджного селища EVO country club під Харковом.
У 2021 увійшов до 100 найбагатших українців ($180 млн, 59-е місце) за версією Форбс.

## Критика
Журналістські розслідування виявили, що Удянський щонайменше до червня 2023 року мав російський паспорт. Це підтвердила федеральна міграційна служба РФ.
На конференції N Crypto Awards 2024 Удянський визнав, що на своїй біржі він намагався обійти обмеження Нацбанку. За власними словами, Удянський за допомогою переказів між фізособами у форматі p2p обходив обмеження НБУ.

### Зв'язки з РФ
У листопаді 2024 року Удянського включили до бази «Миротворця» через російське громадянство, зв'язки з клубом «Ахмат» Рамзана Кадирова та участь у легалізації коштів, отриманих незаконним шляхом. Згідно з досьє, він отримав паспорт РФ і був причетний до відмивання грошей через блокчейн-платформу WeWay і криптовалюту Bitcoin Ultimatum. Крім того, зазначено його зв'язки з кримінальними угрупованнями, зокрема з ОЗУ «Залютинські» та партнером Юрієм Полтавським, який має три судимості, у тому числі за розбій.

### Звинувачення у зв'язках із криміналітетом
Екс-голова Луганської ОВА Георгій Тука опублікував фото, де Удянський перебував у компанії лідера одного з ОЗУ «Залютинські» Леонідом Мітровим, затриманим французькою поліцією та українськими правоохоронцями у липні 2024 року. Угруповання займалося викраданням та катуванням людей, крадіжками в Україні та Франції.

## Відзнаки
- очолив список блокчейн-підприємців СНД (2019);[36]
- очолив список найцікавіших та найвпливовіших особистостей у блокчейні, за якими варто слідкувати, щоб бути в курсі новин про криптографію та дізнаватися про перспективні проєкти й активи (2021);[37]
- Отримав нагороду в категорії Digital currency influencer, World Influencers and Bloggers Awards (WIBA);[38]
- Орден святителя і чудотворця Миколая від Митрополита Епіфанія за значний внесок у відбудову першої українськомовної обителі на святій горі Афон (2025).[39]